# Опалка, Роман
Рома́н Опа́лка (фр. Roman Opalka, пол. Roman Opałka; 27 августа 1931, Аббевиль-Сен-Люсьен, Франция — 6 августа 2011, Рим, Италия) — польский художник-концептуалист, посвятивший всю свою жизнь изображению бесконечности путём написания на холсте бесконечного ряда из натуральных чисел.

## Биография
Роман Опалка родился 27 августа в 1931 году во Франции, в 1935 году семья перебирается в Польшу, но ненадолго: в 1940 году в результате аннексации польского населения в пользу немецкой армии, семью будущего художника увозят в Германию. В 1946 году его семья переехала уже в освободившуюся Польшу, Опалка некоторое время учится в художественной школе г. Лодзь, и затем переезжает в столицу. В Варшаве художник окончил Польскую Академию Искусств. В 1977 году он вернулся во Францию.
В 1965 году Опалка начал беспрецедентный проект, названный «Opalka 1965/1 — ∞» — по сути не картина или серия картин, а перформанс, длящийся всю оставшуюся жизнь художника. В 1977 году он вернулся во Францию, где продолжил свой проект.
Скончался в Риме 6 августа 2011 года, в больнице, куда попал с острым инфекционным заболеванием.

## Opalka 1965/1 — ∞
Художник воспроизводит числа по порядку на холсте: 1 2 3 4 5 6 7 8 9 10 11 12 13 14 15 16…. и т. д., когда холст заканчивается, он берёт следующий и продолжает числовой ряд, как бы ставя цель — сколько бы ни ушло холстов, он должен на них изобразить все натуральные числа, которые есть в мире, весь ряд полностью: Художник будет всю жизнь это делать, умрёт, а числа никогда не закончатся — это и есть смысл метафоры проекта — памятник бесконечности. Сперва холст имел чёрный фон, затем менялись цвета фона и чисел. Через некоторое время Опалка начал писать серой краской, добавляя по десятой доле процента белил в краску с каждой новой работой, в итоге цвет должен был стать полностью белым, и Опалка планировал это сделать к написанию числа 7 777 777, после чего художник умирает, однако дойти до этого числа он не успел. К моменту смерти великого концептуалиста, числа превысили шесть миллионов.
Опалка принципиально не занимался иными проектами, или общественность о них просто не знает. В последние годы он стал фотографироваться на фоне своих работ.
Художник относился к своим работам одновременно серьёзно и иронично: Опалка, с одной стороны, сравнивал постепенное развитие своей концепции с «путём от тьмы к свету», с другой стороны, сам говорил, что «Детали» «бредовее всего, что когда-либо существовало на белом свете». Своё творчество Опалка называл не только окончанием эпохи классического авангарда, но и вообще «завершением отрезка истории под названием „Живопись“». Работы Опалки получили широкое признание, попав в такие музеи, как MoMA, Гуггенхейм в Нью-Йорке, центр Помпиду. В 2010 году Эрмитаж принимал выставку из центра Помпиду, и среди привезённых работ гости могли увидеть и творения Романа Опалки.

## Награды
Роман Опалка — кавалер французского ордена Искусств и литературы, лауреат многочисленных наград, включая главный приз 7-й Международной биеннале в Кракове в 1969 году и национальные художественные премии Франции (1991) и Германии (1993).